# Macroglossum novebudensis
Macroglossum novebudensis är en fjärilsart som beskrevs av Clark 1926. Macroglossum novebudensis ingår i släktet Macroglossum och familjen svärmare. Inga underarter finns listade i Catalogue of Life.